# Le Septième Sens
Pour plus de détails, voir Fiche technique et Distribution.
Le Septième Sens (ஏழாம் அறிவு, 7aum Arivu) est un film d'A. R. Murugadoss avec Surya sorti en octobre 2011. Il relate l'histoire d'un moine bouddhiste du VIe siècle et des recherches actuelles entreprises pour retrouver ses connaissances.

## Résumé
Au VIe siècle dans le sud de l'Inde, Bodhidharma (Suriya), prince Pallava de Kanchipuram, est un expert que ce soit en médecine ou dans les arts martiaux. Envoyé en Chine par le Gurumatha, il est d'abord méprisé par la population, mais après avoir guéri une fillette atteinte d'une maladie qui ravage la région, il devient un personnage très respecté. Il enseigne alors la médecine, la technique de l'hypnose et le kung-fu Shaolin aux moines pour leur permettre de se défendre contre les brigands. Mais, quand quelques années plus tard il souhaite rentrer en Inde, les villageois décident de l'empoisonner et de l'enterrer près du temple, pensant ainsi bénéficier de sa protection contre toute maladie. Bodhidharma accepte son sort et devient peu à peu une des grandes figures de la pensée chinoise.
Au XXIe siècle, le gouvernement chinois confie à Dong Lee le soin de mener une guerre bactériologique contre l'Inde, baptisée « Opération rouge ». Pour cela il inocule à un chien errant le même virus que celui qui décimait les villageois chinois 1 500 ans plus tôt. Pendant ce temps, Subha Srinivasan, une jeune chercheuse indienne essaie de redonner vie au Bodhidharma en associant son ADN à celui, très proche, d'un de ses descendants, Aravind. La réincarnation du moine du VIe siècle en donnant accès à ses immenses connaissances, permettrait de lutter efficacement contre la menace chinoise, mais Dong Lee utilise toutes les méthodes héritées du Bodhidharma pour mener à bien sa mission dévastatrice.

## Fiche technique
- Titre : Le  Septième Sens
- Titre original en tamoul : ஏழாம் அறிவு (7aum Arivu)
- Réalisateur : A.R. Murugadoss
- Scénario : A.R. Murugadoss
- Musique : Harris Jayaraj
- Paroliers : P. Vijay, Na. Muthukumar, Kabilan, Madhan Karky
- Direction artistique : Rajeevan et Thotta Tharani
- Photographie : Ravi K. Chandran
- Montage : Anthony (en)
- Cascades et combats : Peter Hein
- Production : Udhayanidhi Stalin
- Langue : tamoul
- Pays d'origine : Inde
- Format : Couleurs
- Genre : Film de science-fiction, film d'action, film historique
- Dates de sortie : 
  - 26 octobre 2011 (Inde)
  - 26 octobre 2011 (France)

## Distribution
- Surya : Bodhidharma et un artiste de cirque
- Shruti Haasan : Shuba Srinivasan
- Johnny Tri Nguyen : Dong Lee
- Abhinaya
- Guinnes Pakru
- Ashwin Kakumanu
- Dhanya Balakrishna

## Musique
Le film comporte six chansons composée par Harris Jayaraj.
- Oh Ringa Ringa, paroles de P. Vijay, interprétée par Roshan, Jerry John, Benny Dayal & Suchitra (5:34)
- Mun Andhi, paroles de Na. Muthukumar, interprétée par Karthik & Megha (6:14)
- Yellae Lama, paroles de Na. Muthukumar, interprétée par Vijay Prakash, Karthik, Shalini & Shruti Haasan (5:21)
- Yamma Yamma, paroles de Kabilan, interprétée par S.P. Balasubrahmanyam & Swetha Mohan (6:06)
- Innum Enna Thozha, paroles de P. Vijay, interprétée par Balram, Naresh Iyer & Suchith Suresan (4:58)
- The Rise of Damo (chanson chinoise), paroles de Madhan Karky, interprétée par Hao Wang (3:16)